# ENVISAT
ENVISAT (en anglais : ENVIronment SATellite) est un satellite d'observation de la Terre de l'Agence spatiale européenne lancé en 2002 dont l'objectif est de mesurer de manière continue à différentes échelles les principaux paramètres environnementaux de la Terre relatifs à l'atmosphère, l'océan, les terres émergées et les glaces. C'est désormais un débris spatial.
Les données recueillies sont utilisées notamment pour la surveillance des ressources terrestres, les modélisations climatiques ainsi que les études sur la structure et la dynamique de la planète et de sa croûte. Pour remplir cette mission l'Agence spatiale européenne (ESA) conçoit un satellite de très grande taille (masse de 8 140 kg et dimension hors tout de 26 × 10 × 5 m) permettant d'embarquer 10 instruments scientifiques comprenant radar, radiomètre et plusieurs spectromètres. La décision de développer ENVISAT est prise en 1993, qui prend la suite des satellites ERS-1 et ERS-2. 
Sa mission est prolongée à deux reprises. Elle aurait dû s'achever en 2013 après épuisement du carburant utilisé pour maintenir sa position et son orientation. Mais elle se termine abruptement le 8 avril 2012, faisant du satellite un objet à la dérive.
Il est remplacé par les satellites de la série Sentinel à partir de 2014.

## Objectifs de la mission
Le satellite d'observation de la Terre ENVISAT mesure de manière continue à différentes échelles les principaux paramètres environnementaux de la Terre relatifs à l'atmosphère, l'océan, les terres émergées et les glaces. Les différents capteurs des instruments embarqués doivent :
- Fournir des données pour la surveillance et l'étude de l'environnement de la Terre à l'échelle locale, régionale et globale.
- Permettre la surveillance et la gestion des ressources terrestres renouvelables et non renouvelables.
- Assurer la continuité pour la fourniture des données à la branche opérationnelle de la communauté météorologique mondiale tout en améliorant la qualité des services.
- Contribuer à améliorer notre connaissance de la structure et de la dynamique de la croûte terrestre ainsi que des parties internes de la Terre.

Les domaines concernés sont la chimie de l'atmosphère (couche d'ozone), l'océanographie (biologie marine, couleur et température de l'océan, vague), l'hydrologie (humidité du sol, inondation), suivi agricole et forestier, risques naturels, modèle numérique de terrain (par interférométrie), suivi de trafic maritime, suivi de pollution, cartographie et suivi de la neige et de la glace. ENVISAT doit assurer la continuité des missions ERS-1 et ERS-2 dont il est le successeur.

## Caractéristiques techniques du satellite

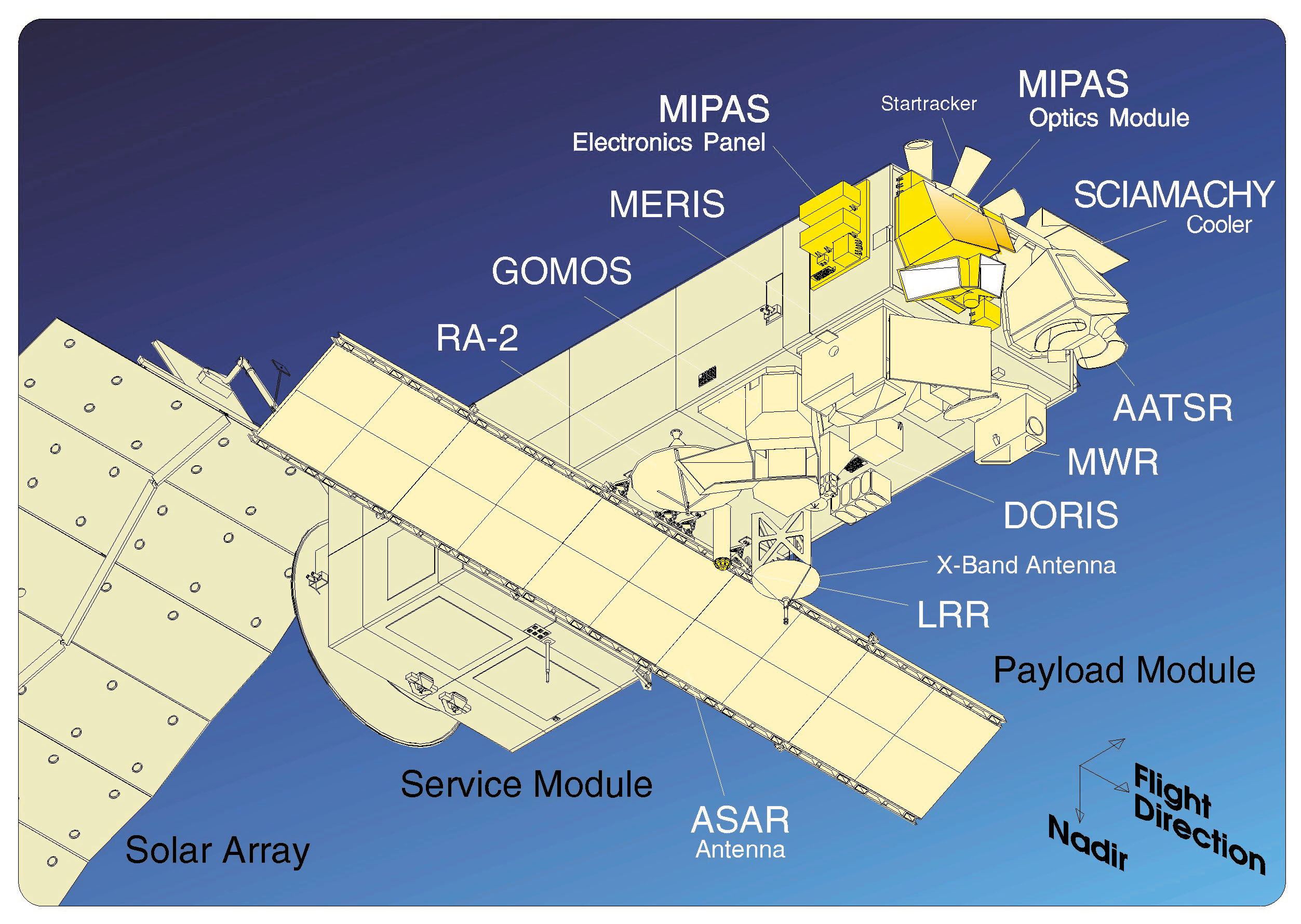
Les instruments scientifiques embarqués par ENVISAT.

ENVISAT est un satellite de grande taille : il forme un parallélépipède de 10 × 4 × 4 mètres. Une fois ses instruments et les panneaux solaires déployés, ses dimensions hors tout passent à 25 × 7 × 10 mètres. Sa masse totale au lancement est de 8 140 kg dont 2 050 kg de charge utile. Les panneaux solaires mesurent 14 × 5 mètres. Le satellite comprend deux sous-ensembles principaux : la plate-forme polaire (Polar PlatForm - PPF) et la charge utile. La configuration de la plate-forme polaire est définie pour accueillir l'ensemble des instruments, permettre des observations sans obstacle et rester compatible avec les dimensions de la coiffe du lanceur Ariane 5 retenue comme lanceur. La plate-forme polaire comprend elle-même deux sous-ensembles : le module de service et le module de charge utile. Le module de service regroupe toutes les fonctions de base : génération et distribution électrique, contrôle d'attitude, télémétrie en bande S, système de communications pour les télécommandes, gestion des données. Le module de charge utile (PayLoad Module - PLM) comprend la structure d'accueil des instruments (PayLoad Carrier - PLC) qui dispose d'une surface de 6,4 × 2,75 m pour permettre leur fixation et une baie d'équipements (Equipment Bay - EB) dans laquelle sont installés l'électronique utilisée par les instruments, le système de contrôle thermique, le système de distribution de l'énergie, le système de gestion des données ainsi que les sous-systèmes de télécommunications en bande Ka et bande X.
Le module de service est une évolution de celui de SPOT-4 avec des capacités accrues pour permettre la prise en charge de la charge utile très riche d'ENVISAT. La structure a la forme d'une boite réalisée en nid d'abeilles d'aluminium avec en son centre un cône réalisé en composite en fibre de carbone. Une des extrémités comporte l'adaptateur par lequel le satellite est fixé au lanceur. À l'extrémité opposée est fixé le module de charge utile ainsi que le module de propulsion. Le module de service embarque 8 accumulateurs nickel-cadmium de 40 A-h. Le module de propulsion comprend 4 réservoirs qui contiennent en tout 319 kg d'hydrazine utilisé pour les manœuvres en orbite. Les panneaux solaires au nombre de 14 sont regroupés pour former une seule aile qui fournit en fin de mission 6,5 kW.

## Les instruments scientifiques
ENVISAT embarque dix instruments scientifiques, complétés par le système de positionnement DORIS. Chaque instrument fonctionne dans une portion spécifique du spectre électromagnétique (le visible et l'infrarouge pour SCIAMACHY, GOMOS, AATSR, MIPAS et MERIS ; les micro-ondes pour MWR, RA-2, ASAR et DORIS). L'ensemble qui forme la charge utile a une masse de 2 050 kg et consomme en moyenne 1 930 watts avec des pointes à 3 000 watts.
| Instrument | Type                                     | Masse  | Consommation électrique | Fréquence                                                                     | Précision                                | Volumes de données             |
| ---------- | ---------------------------------------- | ------ | ----------------------- | ----------------------------------------------------------------------------- | ---------------------------------------- | ------------------------------ |
| ASAR       | Radar à synthèse d'ouverture             | 817 kg | 601 à 1 386 W           | 5,331 GHz                                                                     | 30 m à 1 km (résolution)                 | De 0,9 à 100 Mb/s              |
| MERIS      | Spectromètre                             | 209 kg | 146 W                   | 15 bandes spectrales dans le visible entre 1,25 et 30 nm                      | 1 km (résolution)                        | De 1,6 à 24 Mb/s               |
| AATSR      | Radiomètre                               | 108 kg | 86 W                    | Infrarouge 1,6 μm, 3,7 μm, 10,8 μm, 12 μm Visible : 0,55 μm, 0,66 μm, 0,87 μm | 1 km (résolution)                        | 625 kb/s                       |
| GOMOS      | Spectromètre et télescope                | 164 kg | 187 W                   | Plusieurs bandes spectrales dans le visible et l'infrarouge                   | 1,27 km (résolution verticale)           | 222 kb/s                       |
| MIPAS      | Spectromètre à transformation de Fourier | 327 kg | 196 W                   | Infrarouge 4,15 μm - 14,6 μm                                                  | -                                        | 222 kb/s                       |
| SCIAMACHY  | Spectromètre                             | 201 kg | 119 W                   | Plusieurs bandes spectrales entre 240 nm et 2 400 nm                          | 2,4–3 km (résolution verticale)          | 400 kb/s, non traité 1,87 Mb/s |
| MWR        | Radiomètre                               | 24 kg  | 10 W                    | 23,8 GHz et 36,5 GHz                                                          | 1 km (résolution)                        | 427 kb/s                       |
| RA-2       | Radar altimètre                          | 111 kg | 130 W                   | 13,575 GHz et 3,2 GHz                                                         | 4,5 cm (altitude)                        | 533 kb/s, non traité 8 Mb/s    |
| DORIS      | Récepteur radio                          | 85 kg  | 51 W                    | 2,036 25 GHz et 401,25 MHz                                                    | 5-100 cm (position) et 0,4-2,5 (vitesse) | 16,7 kb/s                      |

### Stockage et transfert des données
Les données recueillies par les instruments scientifiques sont enregistrées dans deux mémoires (composants électroniques) ayant une capacité unitaire de 70 gigabits ainsi qu'un enregistreur sur bande magnétique de 30 gigabits. Le transfert des données vers le sol est assuré à la fois par deux liaisons en bande Ka passant par le satellite Artemis placé en orbite géostationnaire et par deux liaisons directes en bande X. Dans les deux cas les capacités sont de 50 ou 100 mégabits/s.

### Spectrophotomètre imageur MERIS

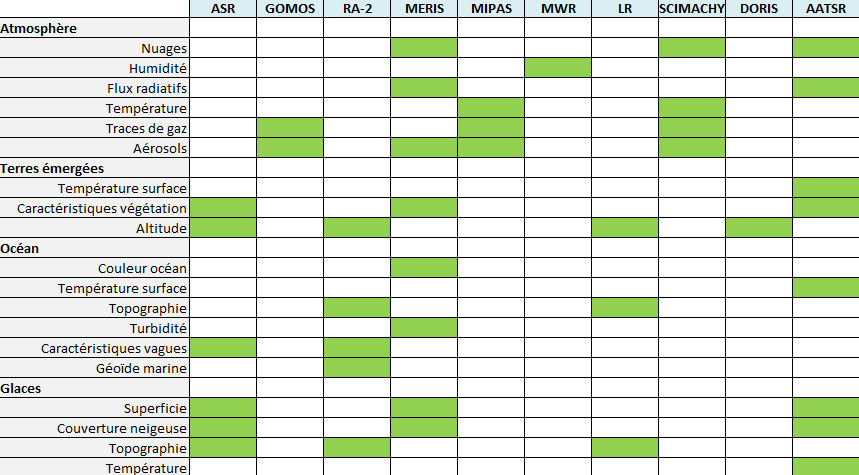
Le type d'information collectée par chaque instrument.

MERIS (Medium Resolution Imaging Spectrometer) est composé de cinq caméras placées côte à côte, chacune équipées d'un spectrophotomètre « pushbroom (en) » (râteau en français). Ces spectrophotomètres utilisent des détecteurs CCD à deux dimensions. L'un des côtés du détecteur est orienté perpendiculairement à la trajectoire du satellite et permet, à travers le bloc optique, de collecter des observations simultanément pour une ligne de points à la surface de la Terre (ou dans l'atmosphère). Le déplacement du satellite le long de sa trajectoire et un temps d'intégration court permettent de recréer par la suite des images à deux dimensions. Le système de dispersion de la lumière dans le bloc optique permet également de séparer les composantes spectrales du rayonnement reçu sur le détecteur dans la direction parallèle à la trajectoire du satellite. Ces spectrophotomètres acquièrent naturellement des données dans un grand nombre de bandes spectrales, mais, pour des raisons techniques, seules 16 d'entre elles peuvent être transmises au segment sol (dont une qui est nécessaire au traitement du signal de bas niveau). Cet instrument fournit donc des données dans 15 bandes, qui sont cependant programmables en position et en largeur spectrales, de même qu'en gain. En pratique, ces caractéristiques techniques sont effectivement fixes pour permettre un grand nombre d'applications systématiques ou opérationnelles.
La résolution spatiale intrinsèque des détecteurs assure une distance horizontale, à la surface de la Terre, de l'ordre de 300 m entre les points successifs observés, et le concept du « pushbroom (en) » évite les grosses distorsions typiques des instruments à balayage. Le champ de vision total de MERIS est de 68,5°, ce qui permet d'acquérir des données sur l'ensemble de la planète en trois jours au plus (dans les régions équatoriales). Les zones polaires sont visitées plus fréquemment à cause de la convergences des orbites.
L'objectif principal de MERIS est de mesurer la couleur de l'océan au large et dans les zones côtières. Ceci permet d'en déduire des informations telles que les concentrations de chlorophylle ou de sédiments en suspension dans l'eau. Ces mesures sont utilisées, entre autres, pour le suivi du cycle du carbone ou du régime thermique océanique, ou encore la gestion des pêcheries. L'étude des propriétés atmosphériques (absorption gazeuse et diffusion par les aérosols) est essentielle pour obtenir des informations fiables sur les océans, parce qu'elles contribuent à la majeure partie du signal observé (par ciel clair) ou tout simplement parce que les nuages empêchent d'observer la surface. Enfin, cet instrument est également très utile pour suivre l'évolution des propriétés biogéophysiques des environnements terrestres, telles que la fraction de radiation solaire effectivement utilisée par les plantes dans les processus de photosynthèse, parmi bien d'autres.

### Radiomètre passif AATSR
AATSR (Advanced Along Track Scanning Radiometer) est un radiomètre passif qui vise à obtenir des mesures des émissions en provenance de la surface de la Terre dans les domaines visible et infrarouge. Grâce au double angle de prise de vue de cet instrument, il est possible de réaliser des corrections très précises des effets de l'atmosphère sur la propagation des émissions terrestres. Successeur des instruments ATSR1 et ATSR2, embarqués respectivement sur ERS-1 et ERS-2, AATSR permet de réaliser des mesures de température de la surface de la mer à 0,3 K près, pour la recherche climatologique. Parmi les objectifs secondaires de l'AATSR figurent l'observation de paramètres environnementaux tels que la teneur en eau, la biomasse, la santé et la croissance de la végétation.

### Instrument GOMOS
GOMOS (Global Ozone Monitoring by Occultation of Stars) utilise le principe de l'occultation stellaire. Il collecte sur ses détecteurs la lumière d’une étoile traversant l’atmosphère terrestre et en déduit l’extinction de cette lumière par des gaz à l’état de trace (O3, NO2, NO3, O2, H2O, OClO) et par les aérosols présents entre environ 15 et 80 km d’altitude avec une résolution de 3 km

### Spectromètre SCIAMACHY

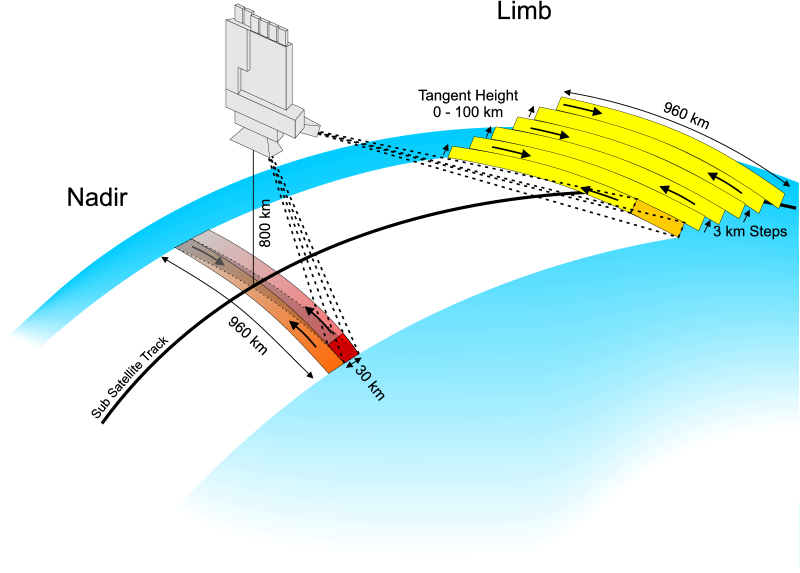
Le fonctionnement du spectromètre SCIAMACHY.

SCIAMACHY (SCanning Imaging Absorption spectroMeter for Atmospheric CartograpHY) est un spectromètre imageur dont l'objectif principal est de cartographier les concentrations des gaz traces et des aérosols dans la troposphère et la stratosphère. Les rayonnements solaires transmis, rétrodiffusés et réfléchis par l'atmosphère sont enregistrés avec une haute résolution spectrale (0,2 à 0,5 nm) de 240 à 1 700 nm, et dans certaines régions spectrales entre 2 000  et   2 400 nm. La haute résolution spectrale ainsi que la large gamme de longueur d'onde utilisée permettent la détection de plusieurs gaz traces malgré leurs faibles concentrations. Les longueurs d'onde utiles permettent également une détection efficace des aérosols et des nuages. SCIAMACHY utilise 3 différents modes de visée : au nadir (vers le sol), au limbe (à travers la couronne atmosphérique) et en occultation solaire ou lunaire.

### Interféromètre MIPAS
MIPAS (Michelson Interferometer for Passive Atmospheric Sounding) est un spectromètre infrarouge à transformée de Fourier qui fournit des profils de pression, de température et de gaz à l’état de traces (NO2, N2O, CH4, HNO3, O3, H2O) dans la stratosphère. Cet instrument fonctionne avec une résolution spectrale élevée et dans une bande spectrale étendue, ce qui permet d'avoir une couverture à l'échelle du globe en toutes saisons et un fonctionnement de qualité identique de jour comme de nuit. MIPAS a une résolution verticale de 3 à 5 km dépendant de l’altitude (résolution de 5 km au niveau de la haute stratosphère).

### Altimètre radar RA-2
RA-2 (Radar Altimeter-2) est un altimètre radar qui détermine la distance entre le satellite et le sol ou la surface des océans. L'instrument dérive de celui installé sur les satellites ERS-1 et ERS-2. Les données qu'il fournit - délai de réflexion de l'onde radar, puissance réfléchie et forme de l'onde réfléchie - sont également utilisés pour :
- déterminer la vitesse du vent et la hauteur des vagues d'une certaine importance.
- cartographier et surveiller la glace de mer et la banquise polaire.
- déterminer les caractéristiques de la surface et les formations géologiques.

Pour effectuer ces mesures le radar opère en bande Ku (13,575 GHz). Une deuxième émission en bande S (3,2 GHz) permet de corriger les fluctuations introduites par l'ionosphère.

### Radar à synthèse d'ouverture ASAR
Le radar à synthèse d'ouverture ASAR (Advanced Synthetic Aperture Radar) est un radar en bande C capable d'opérer dans une large variété de modes. Il assure la continuité des missions ERS-1 et ERS-2, tout en ajoutant de nombreuses fonctionnalités telles que les observations dans différentes polarisation ou combinaison de polarisations, différents angles d'incidence et différentes résolutions spatiales.
| Mode                   | Id | Polarisation        | Incidence | Résolution | Superficie |
| ---------------------- | -- | ------------------- | --------- | ---------- | ---------- |
| Polarisation alternée  | AP | HH/VV, HH/HV, VV/VH | 15-45°    | 30-150 m   | 58-110 km  |
| Image                  | IM | HH, VV              | 15-45°    | 30-150 m   | 58-110 km  |
| Vague                  | WV | HH, VV              |           | 400 m      | 5 × 5 km   |
| Suivi global (ScanSAR) | GM | HH, VV              |           | 1 km       | 405 km     |
| Champ large (ScanSAR)  | WS | HH, VV              |           | 150 m      | 405 km     |

Ces différents types d'acquisition sont accessibles à plusieurs niveaux de traitement (suffixe ajouté à l'identifiant du mode d'acquisition, i.e. IMP, APS, etc.) :
- RAW (données brutes, ou de niveau 0), qui contiennent toutes les informations nécessaires à la création des images.
- S (données complexes, Single Look Complex), images sous forme complexe, partie réelle et imaginaire du signal de sortie du processus de compression.
- P (image précision), image d'amplitude améliorée en radiométrie à taille de pixel constante (12,5 m pour IMP).
- M (image précision moyenne), image d'amplitude améliorée en radiométrie et à résolution plus grossière qu'en mode précision.
- G (image géocodée), image d'amplitude à laquelle est appliquée une transformation géographique simple sans prise en compte des effets du relief.

Les acquisitions en mode vague (WV) sont particulières en cela qu'elles sont constituées d'une série d'images de 5 km par 5 km espacées de 100 km.

### Radiomètre micro-ondes MWR
MWR (MicroWave Radiometer) est un radiomètre émettant dans la bande des micro-ondes chargé de mesurer la quantité de vapeur d'eau et d'eau en suspension dans l'atmosphère. Ces informations sont utilisées pour corriger les résultats fournis par le radar ASAR. Elles sont exploitées directement pour déterminer l'émissivité de la surface et l'humidité des sols : ces données contribuent à déterminer le bilan énergétique de la surface pour les recherches portant sur l'atmosphère ; elles permettent également de déterminer les caractéristiques des glaces.

## Historique
ENVISAT est l'aboutissement de deux projets. Dans le cadre du développement du module européen Columbus de la Station spatiale internationale, l'Agence spatiale européenne étudie le développement d'une plate-forme baptisé Plateforme Polaire (Polar Platform - PPF) pour ses futurs satellites d'observation de la Terre placés en orbite polaire. Par ailleurs, l'agence s'apprête à développer en 1990 sous l'appellation Polar Orbiting Earth Observation Mission ou POEM, deux familles de satellites d'observation de la Terre placés sur une orbite héliosynchrone.
Une série placée sur une orbite du matin (Morning Orbit ou MO) destinée à l'étude de la météorologie, de l'atmosphère, de l'océan et des glaces. La deuxième série placée sur une orbite de l'après-midi (After Noon Orbit ou ANO) destinée à l'étude des ressources terrestres. Il est décidé que la Plateforme Polaire que doit utiliser les deux satellites est celle développée pour le satellite français SPOT-4. En 1991, ce scénario fait place à un projet de développement d'un seul satellite baptisé POEM-1 chargé de remplir l'ensemble de ces missions. Une nouvelle évolution du projet en 1992-1993 aboutit à un découpage en deux missions spécialisées : ENVISAT (Environmental Satellite) et MetOp (Meteorology Operational Programme). MetOp qui doit circuler sur une orbite du matin héberge les instruments météorologiques et est destiné à la météorologie opérationnelle et à la surveillance du climat tandis que la mission ENVISAT est plutôt orientée vers la recherche avec un ensemble d'instruments beaucoup plus expérimentaux. Le développement d'ENVISAT est lancé après que le conseil ministériel de l'Agence spatiale européenne de décembre 1993 entérine ce découpage. En juillet 1995, le projet entre en fin de phase de conception et les industriels démarrent la fabrication du satellite,.

## Déroulement de la mission

Évolution de l'altitude d'Envisat au cours du temps.

ENVISAT est mis en orbite, le 1er mars 2002, par un lanceur Ariane 5 depuis le Centre spatial guyanais de Kourou, en Guyane. ENVISAT est placé à une altitude de 800 km sur une orbite héliosynchrone phasée : après avoir parcouru 501 orbites en 35 jours, il repasse ensuite exactement au même endroit. À chaque orbite, il passe le nœud descendant à 10 h 00, c'est-à-dire que ses observations sont constamment effectuée de jour à cette heure. Sa durée de vie initiale est fixée à 5 ans. À trois reprises dont la dernière en 2010, le radar d'ENVISAT est utilisé en mode interféromètre avec le radar de ERS-2. Cette technique permet de détecter les mouvements du sol de très faible amplitude. Elle est utilisée pour mesurer la vitesse de déplacement des glaciers les plus mobiles ou effectuer des relevés topographiques numériques (Digital Elevation Models - DEM) d'une grande précision. En 2009, après sept années de fonctionnement sans défaillance majeure, l'agence spatiale décide de prolonger la mission jusqu'à la fin 2013. À cet effet, l'orbite d'ENVISAT est modifiée en octobre 2010 pour limiter la consommation d'hydrazine : celle-ci est diminuée de 17,4 km et l'inclinaison n'est plus corrigée ce qui permet de réduire la consommation d'ergol de 26 kg environ par an. Le phasage de l'orbite est également modifié : sa période passe à 431 révolutions en 30 jours.

### Fin de mission
Le 8 avril 2012, le contact avec le satellite est subitement perdu sans qu'aucune explication ne soit trouvée. Si son orbite reste stable, les tentatives de rétablir le contact restent infructueuses. Le 15 avril, le CNES fait photographier ENVISAT par le satellite Pléiades mais aucune anomalie visible n'est détectée. Le 9 mai, n'ayant pu rétablir le contact avec le satellite, l'Agence spatiale européenne déclare la mission terminée tout en décidant de poursuivre les tentatives pendant deux mois supplémentaires. Ces tentatives sont restées infructueuses. 

### Débris spatial problématique
ENVISAT est en 2019 le plus gros débris spatial en orbite autour de la Terre. À cause de son altitude de 768 km, il doit rester en orbite pendant au moins 100 ans. Cette situation est problématique du fait du nombre de débris élevé qui résulterait d'une collision entre ENVISAT et tout autre objet en orbite. 
Au cours du 63e congrès international d'astronautique de Naples en octobre 2012, Martha Mejia-Kaiser — membre de l'Institut international de droit spatial (IISL) — tient une conférence mettant en cause l'Agence spatiale européenne (ESA) pour avoir négligé d'abaisser l'orbite d'ENVISAT avant la perte de contrôle, alors qu'il avait largement dépassé sa durée de vie initiale. En effet l'Inter-Agency Space Debris Coordination Committee (IADC) recommande depuis 2002 de prévoir, pour tout satellite en orbite terrestre basse, un retour dans l'atmosphère en moins de 25 années. Ces dispositions sont avalisées en 2007 par le Comité des Nations unies pour l'utilisation pacifique de l'espace extra-atmosphérique (United Nations Committee on the Peaceful Uses of Outer Space - COPUOS) et l'Agence spatiale européenne s'engage à les appliquer dès l'année suivante.
Cependant ENVISAT a été conçu au cours des années 1987 à 1990 et à cette époque la gestion des débris spatiaux était considérée comme un problème mineur. Pour obtenir la désorbitation en moins de 25 ans, l'orbite en fin de vie aurait dû être abaissée à moins de 600 km. Malheureusement le satellite, dès sa mise en orbite, ne disposait pas de réserves d'ergols suffisantes pour réaliser cette manœuvre orbitale.
L'Agence spatiale européenne étudie la faisabilité d'une mission de désorbitation d'ENVISAT depuis 2013. Son coût est estimé à 300 millions d'euros.

## La relève d'ENVISAT
La mission ENVISAT est prise en charge après l'arrêt des opérations de celui-ci par plusieurs satellites de la famille Sentinel : Sentinel-1 doit assurer la continuité pour les relevés radar, Sentinel-3 pour l'altimétrie radar et les capteurs optiques et Sentinel-5 Precursor pour les capteurs étudiant l'atmosphère. Mais ces satellites ne sont pas prêts au moment de la panne d'avril 2012 ce qui, malgré l'existence de quelques solutions de substitution, entraîna des discontinuités dans les données utilisées par les différentes équipes scientifiques appuyant leurs recherches sur ENVISAT.

### Sources
- (en) Description ENVISAT et sa mission, ESA, 2001 (lire en ligne)
- (en) ENVISAT sur le portail des missions d'observation de la Terre EO Portal